# Tee Higgins
Tamaurice Higgins, detto Tee (Oak Ridge, 18 gennaio 1999), è un giocatore di football americano statunitense che milita nel ruolo di wide receiver per i Cincinnati Bengals della National Football League (NFL).

## Carriera universitaria
Higgins giocò a football dal 2017 al 2019 alla Clemson University, dove con i Clemson Tigers vinse il campionato nazionale NCAA 2018. Nella sua prima stagione disputò 13 partite e fece registrare 17 ricezioni per 345 yard e 2 touchdown. L'anno seguente divenne stabilmente titolare. Dopo la sua terza stagione, in cui ricevette 1.167 yard e 13 touchdown, venendo inserito nella formazione ideale della Atlantic Coast Conference, Higgins annunciò la sua intenzione di passare tra i professionisti.

## Carriera professionistica
Higgins fu scelto nel corso del secondo giro (33º assoluto) del Draft NFL 2020 dai Cincinnati Bengals. Debuttò come professionista nella gara del primo turno contro i Baltimore Ravens e quattro giorni dopo contro i Cleveland Browns ricevette i primi tre passaggi per 35 yard dal quarterback rookie Joe Burrow. La sua stagione da rookie si chiuse con 67 ricezioni per 908 yard e 6 touchdown, disputando tutte le 16 partite.
Il 13 febbraio 2022 i Bengals si arresero ai Los Angeles Rams nel Super Bowl LVI perdendo per 23-20. Higgins fu il miglior ricevitore dell'incontro con 100 yard ricevute e 2 touchdown.
Nel dodicesimo turno della stagione 2022, in assenza di Ja'Marr Chase, Higgins ricevette 114 yard e un touchdown fondamentale nel quarto periodo per la vittoria sui Tennessee Titans. Nel penultimo turno contro i Buffalo Bills, dopo avere effettuato una ricezione, Higgins fu placcato da Damar Hamlin. Dopo la giocata, Hamlin collassò a terra e fu caricato in barella, con i primi soccorritori che praticarono la rianimazione cardiopolmonare e la defibrillazione in campo. La gara fu rimandata.
Il 23 febbraio 2024, con il suo contratto in scadenza, i Bengals informarono Higgins che avrebbero applicato su di lui la franchise tag. L'11 marzo emerse la richiesta del giocatore di essere scambiato. Il 17 giugno firmò per un altro anno ma non poté essere in campo nel primo turno a causa di un infortunio al tendine del ginocchio. Nella settimana 11 fece ritorno da un infortunio al quadricipite ricevendo 9 passaggi per 148 yard e un touchdown nella sconfitta contro i Los Angeles Chargers. Nel penultimo turno ricevette da Burrow 131 yard e 3 touchdown, incluso quello della vittoria sui Denver Broncos nei tempi supplementari. Fu il primo touchdown vincente nei supplementari nella storia della franchigia dí Cincinnati. Per la sua prestazione fu premiato come running back della settimana, premio allargato da questa stagione anche ai wide receiver e tight end.

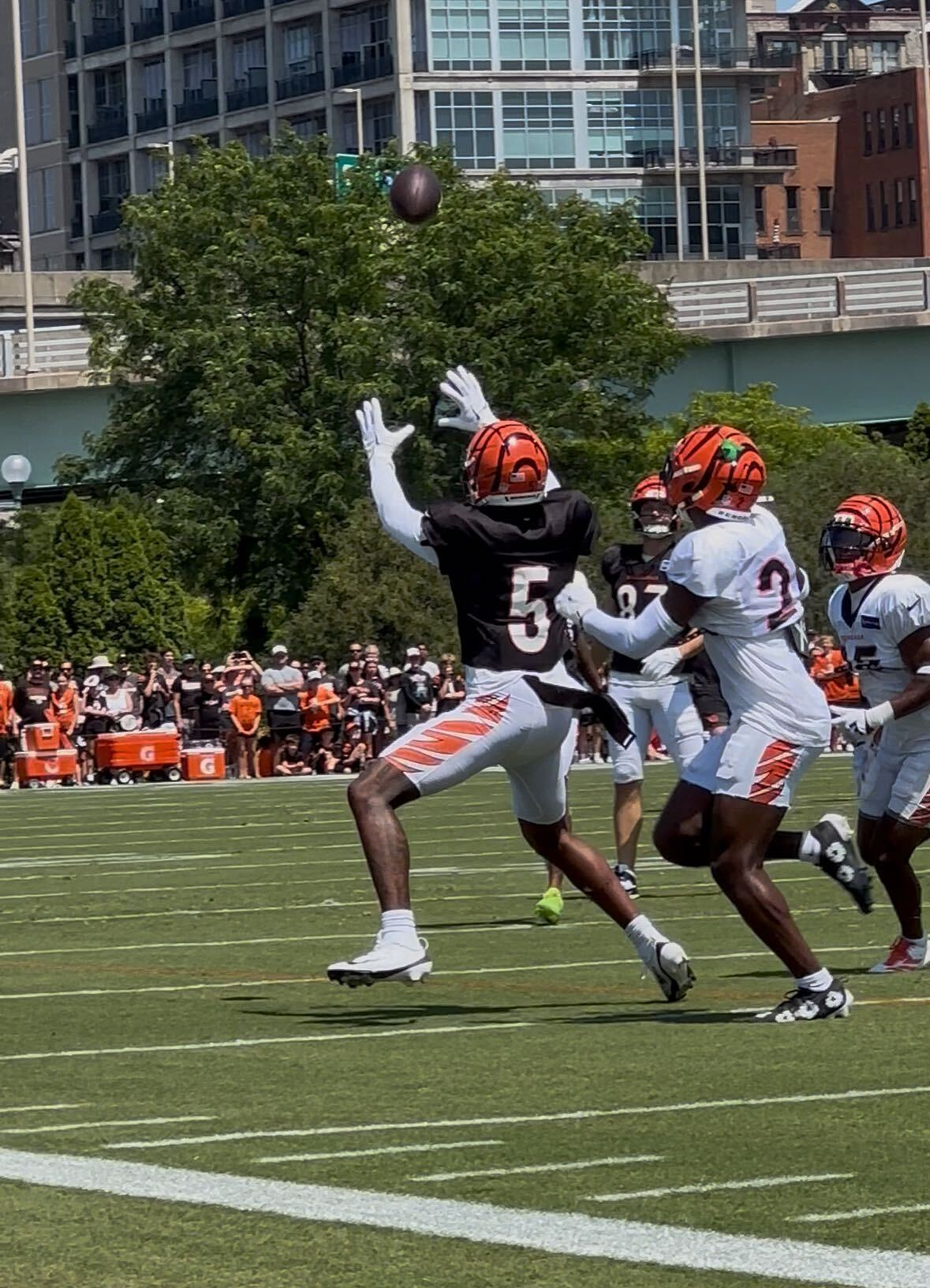
Higgins nel training camp 2025

Il 3 marzo 2025 i Bengals annunciarono che avrebbero applicato nuovamente il franchise tag su Higgins. Tuttavia il 16 marzo Higgins firmò un nuovo contratto quadriennale del valore di 115 milioni di dollari.

## Palmarès
- American Football Conference Championship: 1

Cincinnati Bengals: 2021
- Running back della settimana: 1

17ª del 2024